# Tula
För andra betydelser, se Tula (olika betydelser).
Tula (ryska Ту́ла) är en stad i Ryssland och är den administrativa huvudorten för Tula oblast. Staden ligger vid floden Upa omkring 190 km söder om Moskva och har lite mindre än en halv miljon invånare. Man vet att staden fanns så tidigt som på 1100-talet men den kan även ha funnits innan dess. Under andra världskriget lyckades staden stå emot tyskarna och blev därefter klassad som en hjältestad. Cirka 12 km sydväst om staden ligger godset Jasnaja Poljana där den ryske författaren Lev Tolstoj föddes och verkade.
Tula är också sedan mer än hundra år känt för sin tillverkning av samovarer samt för sina förnämliga silverarbeten.

## Sport
- FK Arsenal Tula;
- Arsenal stadion (kapacitet 19 241);[3]

## Administrativt område

### Stadsdistrikt
Tula är indelat i fem stadsdistrikt.
| Stadsdistrikt | Invånarantal 9 oktober 2002 | Invånarantal 14 oktober 2010 | Invånarantal 1 januari 2015 |
| ------------- | --------------------------- | ---------------------------- | --------------------------- |
| Privokzalnyj  | 66 408                      | 78 741                       | 75 590                      |
| Proletarskij  | 161 930                     | 156 450                      | 152 328                     |
| Sovetskij     | 77 772                      | 73 074                       | 71 858                      |
| Tsentralnyj   | 82 097                      | 97 334                       | 94 629                      |
| Zaretjenskij  | 93 009                      | 95 570                       | 93 436                      |
| TOTALT        | 481 216                     | 501 169                      | 487 841                     |

Invånarantalet för 2010 och 2013 inkluderar områden som inte ingick år 2002. Se tabellen nedan.

### Stadens administrativa område
Tula administrer även områden utanför själva centralorten.
| Stad/Ort       | Invånarantal 9 oktober 2002 | Invånarantal 1 januari 2010 | Invånarantal 1 januari 2015 |
| -------------- | --------------------------- | --------------------------- | --------------------------- |
| Tula           | 481 216                     | 501 169                     | 493 813                     |
| Gorelki        | 7 877                       | Ingen uppgift               | Ingen uppgift               |
| Kosaja Gora    | 18 131                      | Ingen uppgift               | Ingen uppgift               |
| Mendelejevskij | 9 622                       | Ingen uppgift               | Ingen uppgift               |
| Skuratovskij   | 13 712                      | Ingen uppgift               | Ingen uppgift               |
| Landsbygd      | Ingen uppgift               | Ingen uppgift               | 64 521                      |
| TOTALT         | 530 558                     | 501 169                     | 552 362                     |

Gorelki, Kosaja Gora, Mendelejevskij och Skuratovskij är numera sammanslagna med centrala Tula. Landsbygdsdelen hamnade under Tulas administration 2014-2015.